# Mile Kosi
Mile Kosi, slovenski violist in pedagog, * 30. julij 1944, Ljubljana, † 25. november 2014, Ljubljana.
Med letoma 1963 in 1980 je bil solist-violist v Simfoničnem orkestru RTV Slovenija, od leta 1980 do upokojitve leta 2009 pa v Kölnski filharmoniji. Še vedno pa je tudi predaval na Akademiji za glasbo v Ljubljani.
Njegova vdova je slovenska harfistka Ruda Ravnik Kosi.